# كريستيان بورخا
كريستيان بورخا (بالإسبانية: Cristian Alexis Borja)‏ (18 فبراير 1993 بكالي في كولومبيا - ) هو لاعب كرة قدم كولومبي في مركز الدفاع، شارك في الألعاب الأولمبية الصيفية 2016. ولعب مع إنديبنديينتي سانتا في.

## وصلات خارجية
- كريستيان بورخا على موقع الاتحاد الأوربي (الإنجليزية)
- كريستيان بورخا على موقع اتحاد تركيا (لاعب) (الإنجليزية)
- كريستيان بورخا على موقع قاعدة بيانات كرة القدم.إي يو (الإنجليزية)
- كريستيان بورخا على موقع ناشيونال فوتبول تيمز (الإنجليزية)
- كريستيان بورخا على موقع Soccerway.com (الإنجليزية)
- كريستيان بورخا على موقع أوليمبيديا (الإنجليزية)
- كريستيان بورخا على موقع AS.com (الإسبانية)